# Beleg van Silves (1189)
Het Beleg van Silves door de christenen vond plaats op 2 september 1189, waarbij het leger van Sancho I van Portugal geholpen werd door Engelse en Duitse kruisvaarders die onderweg naar Jeruzalem waren. Deze kruisvaarders zouden een spoor van dood en verderf achterlaten.

## Achtergrond
Silves, gelegen in de Algarve, was al sinds de Moorse invasie van Iberië in de achtste eeuw in wisselende Moorse handen geweest en tot een belangrijk handels- en bestuurscentrum uitgegroeid. Sinds 1156 regeerden er de Almohaden. Silves zou, na in 1189 ingenomen te zijn, spoedig weer worden heroverd door de moslims en nog een aantal malen van eigenaar wisselen tot in 1242 de stad definitief in Portugese handen viel. 

## Beleg
Na een lange belegering onderhandelde de Portugese vorst over de overgave van de belegerde moslims en beloofde ze vrije aftocht met achterlating van alle bezittingen op hun kleding na. De kruisvaarders, aan wie de koning het recht had verleend om de lege stad te plunderen, stemden aanvankelijk in met dit voorstel, maar vielen de moslims aan en slachtten ze af toen ze de vesting verlieten.
Begin 1189 hadden de kruisvaarders al alle inwoners van Alvor, eveneens in de Algarve, over de kling gejaagd.